# Leuconeurospora pulcherrima
Leuconeurospora pulcherrima är en svampart som först beskrevs av Georg Winter, och fick sitt nu gällande namn av Malloch & Cain 1970. Leuconeurospora pulcherrima ingår i släktet Leuconeurospora och familjen Pseudeurotiaceae.   Inga underarter finns listade i Catalogue of Life.